# Gerd Spittler
Gerd Spittler (né 1939) à Donaueschingen) est un sociologue et ethnologue allemand. Spittler s'est fait connaître par sa participation au développement du focus Afrique à l'université de Bayreuth et par ses recherches sur les Hausa et Touaregs. Dans ses premières années de sociologue il s’est essentiellement focalisé sur le domaine du pouvoir et de la domination. Puis, dans le cadre de son professorat à Bayreuth en tant qu'ethnologue il s'est concentré sur d'autres sujets: l'ethnologie du travail, l'ethnologie des besoins matériels, l'action locale dans un contexte global et la méthodologie de la recherche. Il a écrit plusieurs essais et livres sur ces sujets.

## Biographie
Gerd Spittler a grandi à Donaueschingen en Forêt-Noire. De 1959 à 1966, il étudie la sociologie, l'ethnologie, l'économie et l'histoire aux universités de Heidelberg, Hambourg, Bordeaux, Bâle et Fribourg-en Brisgau. En 1966, il obtient son doctorat à l'université de Fribourg-en-Brisgau. Sa thèse "Norme et sanction" de 1967 consiste en deux projets de recherche à propos le thème des mécanismes de sanction. Alors que la première enquête a été menée dans une cuisine de restaurant, la deuxième enquête explore des expériences dans une clinique psychosomatique.
De 1968 à 1975, il a travaillé comme assistant de recherche à l'Institut de sociologie de l'université de Fribourg-en-Brisgau. En 1975 et 1976, il a été professeur suppléant de sociologie à l'Université de Heidelberg. En 1977, il est retourné à l'Université de Fribourg en tant que maître de conférence (Universitätsdozent). Il y a enseigné de 1980 à 1988 comme professeur de sociologie. En 1976, il est allé au Niger pour faire des études au Gobir (pays Hausa). Il s’est ensuite intéressé  aux Touaregs. Son livre «Les Touaregs face aux sécheresses et aux famines. Les Kel Ewey de l’Air (Niger (1900 – 1985)»  est issu de ces recherches (1993). En 1984, il a enseigné pour la première fois à l'université de Niamey (Niger).
De 1988 jusqu'à sa retraite en 2004, il a occupé la première chaire d'ethnologie à l'université de Bayreuth. De 1990 à 1999, Spittler a été porte-parole (Sprecher) de l'école doctorale « Relations interculturelles en Afrique ». De 1994 à 1999, il a été directeur de l'Institut d'études africaines. En 1996/1997, il a pris le poste de doyen de la faculté des études culturelles, où il travaille également de 2000 à 2004 comme porte-parole du centre de recherche collaboratif (SFB) "L'action locale en Afrique dans le contexte des influences mondiales". Depuis 2002, il est président du conseil scientifique de "Point Sud - Centre de recherche sur le Savoir Local" à Bamako, Mali. 
Dans les années qui ont suivi sa retraite (2004), Spittler a enseigné dans les universités de Bâle, Vienne, Bayreuth, Niamey (Niger) et Sousse (Tunésie). De 2004 à 2007, il a été membre du conseil consultatif scientifique de l'institut "Zentrum Moderner Orient" (Centre d’ Orient Moderne) à Berlin. D'octobre 2006 à février 2007, il a effectué des recherches en tant que chercheur invité au Wissenschaftszentrum für Sozialforschung (WZB). En 2007, il a été nommé membre honoraire de la Société allemande d'ethnologie (DGV). En 2019/2020 il a été fellow à « re:work » (Berlin) et en 2017/2018 à « l’Institut d’Études Avancées » à Nantes.

## Axes de recherche
Spittler a commencé ses recherches en sociologie juridique/ethnologie juridique avant d'étudier principalement les sociétés paysannes. Concernant ces dernières il s’est intéressé à la relation entre les paysans et l'État. Se sont ensuivies des recherches centrés sur les Touaregs, notamment sur les thèmes de la sécheresse et des crises de la faim, du travail pastoral, des caravanes, de la culture matérielle, des besoins et de la consommation. Cet axe de travail a demandé six années de recherche de terrain parmi les Touaregs au Niger, au Nigeria et en Algérie.
En tant que professeur d'ethnologie à Bayreuth, il s'est intéressé à quatre axes de recherche: le travail aspect anthropologique et sociologique, les besoins matériels, l'action locale dans un contexte global, les voyages de recherche et les méthodes de l'ethnologie. Outre des réflexions générales sur l'anthropologie du travail, sujet jusqu'ici largement négligé en ethnologie, Spittler s'est surtout focalisé sur le travail des bergers et des paysans. Dans le cadre du Centre de recherche collaborative (SFB) « Identité en Afrique » et de l'école doctoral « Relations interculturelles en Afrique », il s'est occupé entre autres des conditions de travail des paysans, des nomades, des esclaves et des artisans.
Le deuxième centre d'intérêt de Spittler a porté sur les besoins matériels, la consommation et la culture matérielle. Cela a principalement été realisé dans le programme du SFB/FK 560 « Action locale en Afrique dans le contexte des influences mondiales » (2000-2004). Il s'agit d'une comparaison entre les aliments et les biens traditionnels et les biens de consommation importés. Trois villages d'Afrique de l'Ouest (Hausa, Kasénas, Touareg) et les inventaires respectifs des ménages ont été examinés et comparés aux ménages allemands. 

## Publications (sélection)
Dans l'ensemle, Spittler a écrit 10 monographies, édité sous sa direction 7 ouvrages et a publié plus de 10 essais.
Monographes (sélection)
- (de) Norm und Sanktion. Untersuchungen zum Sanktionsmechanismus, Olten, Walter, 1967.
- (de) Verwaltung in einem afrikanischen Bauernstaat. Das koloniale Französisch-Westafrika 1919–1939, Wiesbaden, Steiner, 1982.
- (en) Founders of the Anthropology of Work. German Social Scientists of the 19th and Early 20th Centuries, Berlin, 2008.
- (de) Anthropologie der Arbeit. Ein ethnographischer Vergleich, Wiesbaden, Springer Fachmedien, 2016 (ISBN 978-3-658-10433-7).
- (de) Leben mit wenigen Dingen. Der Umgang der Kel Ewey Tuareg mit ihren Requisiten, Tübingen, Mohr Siebeck, 2023.

Sous la Direction (Sélection)
- (de) Gerd Spittler, Mamadou Diawara et Farias Paulo, Heinrich Barth et l’Afrique, Köln, Köppe, 2006.
- (de) Gerd Spittler, Hélène d'Almeida-Topor et Monique Lakroum, Le Travail en Afrique Noire. Représentations et pratiques à l’époque contemporaine, Paris, Karthala, 2003.
- (de) Gerd Spittler et Michael Bourdillon, African Children at Work. Working and Learning in Growing Up for Life, Berlin, 2012.

Articles (Sélection)
- (en) « Work », The International Encyclopedia of Anthropology, Hoboken, NJ, Wiley Blackwell, vol. 12,‎ 2018.
- (en) Gerd Spittler, Hans Peter Hahn et Markus Vern, « How Many Things Does Man Need? Material Possessions and Consumption in Three West African Villages (Hausa, Kasena and Tuareg) Compared to German Students », Consumption in Africa. Anthropological Approaches, Berlin,‎ 2008, p. 173–200.
- (en) « Administrative Despotism in Peasant Societies », The Foundations of Bureaucracy in Economic and Social Thought, Cheltenham 2004, Elgar, vol. I,‎ 0, p. 339–350.
- (en) « Work – Transformation of Objects or Interaction with Subjects? », Exploitation and Overexploitation in Societies Past and Present, Münster / Hambourg,‎ 2003, p. 327–338.
- (de) « Teilnehmende Beobachtung als Dichte Teilnahme », Zeitschrift für Ethnologie, vol. 126, no 1,‎ 2001, p. 1-25.
- (de) « Abstraktes Wissen als Herrschaftsbasis : Zur Entstehungsgeschichte bürokratischer Herrschaft im Bauernstaat Preußen », Kölner Zeitschrift für Soziologie und Sozialpsychologie, vol. 3, no 2,‎ 1980, p. 574-604.
- (de) « Streitregelung im Schatten des Leviathan : eine Darstellung und Kritik rechtsethnologischer Untersuchungen », Zeitschrift für Rechtssoziologie, vol. 1, no 1,‎ 1980, p. 4-32.

## Littérature
- Kurt Beck, Till Förster, Hans Peter Hahn (eds.): Blick nach vorn. Festgabe für Gerd Spittler zum 65. Geburtstag. Köppe, Köln 2004,  (ISBN 3-89645-403-X) (pp. 359ff. publications).